# Szczeciniak filcowaty

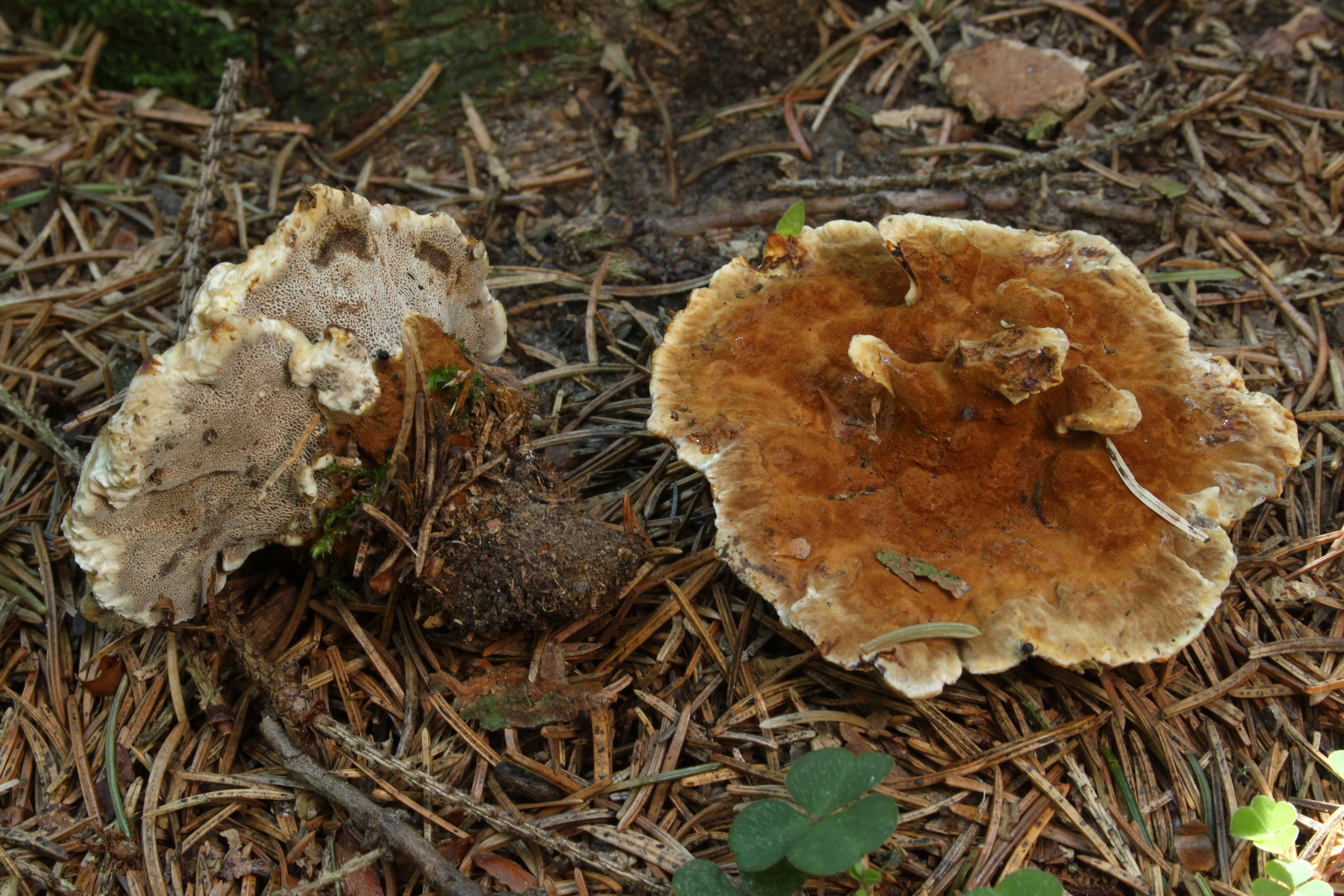
Onnia tomentosa, Ulm, Eggingen, Niemcy

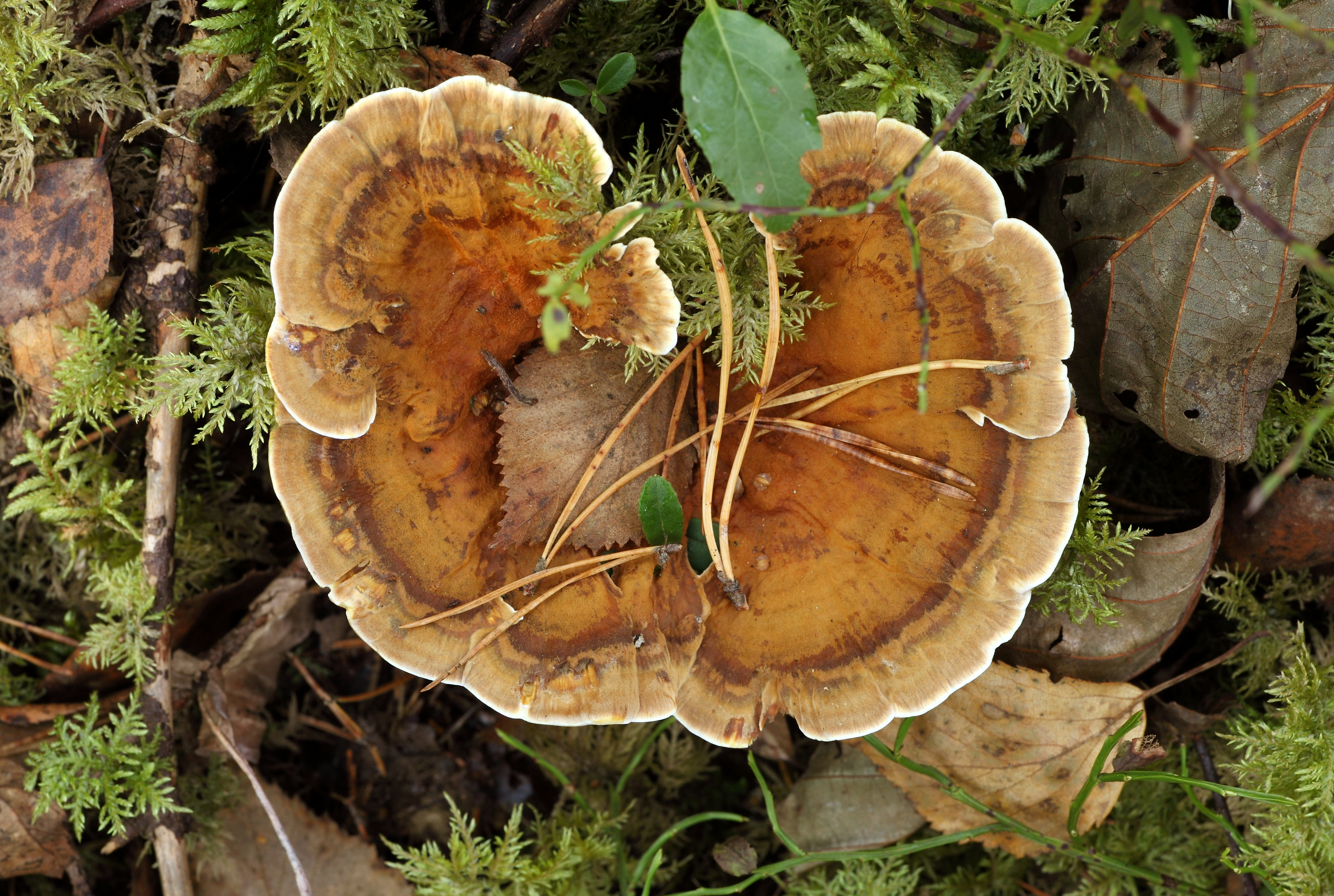
Onnia tomentosa, Albu Parish, Estonia

Szczeciniak filcowaty (Onnia tomentosa (Fr.) P. Karst.) – gatunek grzybów z rodziny szczeciniakowatych (Hymenochaetaceae).

## Systematyka i nazewnictwo
Pozycja w klasyfikacji według Index Fungorum:
Onnia, Hymenochaetaceae, Hymenochaetales, Incertae sedis, Agaricomycetes, Agaricomycotina, Basidiomycota, Fungi.
Po raz pierwszy takson ten zdiagnozował w roku 1821 Elias Fries nadając mu nazwę Polyporus tomentosus. Obecną, uznaną przez Index Fungorum nazwę, nadał mu w 1899 r. Petter Adolf Karsten przenosząc go do rodzaju szczeciniak (Onnia).
Synonimy nazwy naukowej:

- Boletus tomentosus (Fr.) Spreng. 1827
- Coltricia tomentosa (Fr.) Murrill 1904
- Inonotus tomentosus (Fr.) Teng 1964
- Microporus tomentosus (Fr.) Kuntze 1898
- Mucronoporus tomentosus (Fr.) Ellis & Everh. 1889
- Mucronoporus tomentosus f. pulvinatus 1967
- Pelloporus tomentosus (Fr.) Quél. 1888
- Polyporus peakensis Lloyd 1920
- Polyporus tomentosus Fr. 1821
- Polystictus tomentosus (Fr.) Cooke 1886
- Xanthochrous tomentosus (Fr.) Pat. 1900

Nazwę polską podali Barbara Gumińska i Władysław Wojewoda. W pracy tej wyróżnia się rodzaj szczeciniak (Onnia) i szczecinkowiec (Hymenochaete), co jest zgodne z aktualnym nazewnictwem naukowym w Index Fungorum. Nadawane są różne inne polskie nazwy: błyskoporek lejkowaty, włóknouszek lejkowaty. Ludowe nazwy: huba kutnerowata, żagiew kutnerowata.

## Morfologia
Owocnik
Owocniki jednoroczne, zbudowane z trzonu i kapelusza. Kapelusz czerwono-brązowy, okrągły lub owalny, czasem pozrastane po kilka, 30–100 mm średnicy, płaski, niewyraźnie strefowany koncentrycznie, na brzegu jaśniejszy. Powierzchnia filcowo-owłosiona, pofałdowana. Trzon o wymiarach 20–50 × 10–30 mm, krótki i gruby, przeważnie centralny, brązowo-czarny.
Cechy mikroskopowe
Miąższ twardy, barwy żółto-brązowej, korkowaty, smak łagodny, zapach przypominający curry. Ma duże, proste, czerwonobrązowe szczeciny w hymenium. Zarodniki hialinowe, nie-dekstrynoidalne, owalne, gładkie, żółtawe, z ziarnistą zawartością, mają wymiary 5–6 × 3–4 µm. Pory są jasnobrązowe do szarobrązowych, okrągławe i kanciaste, 2–4 na mm.
Gatunki podobne
- Murszak rdzawy (Phaeolus schweinitzii) – podobne są większe okazy, ale ma zabarwienie oliwkowe i brak jest szczecin[6].
- Szczeciniak świerkowy (Onnia circinata) i szczeciniak sosnowy (Onnia triquetra) – są szeroko przyrośnięte i mają haczykowate szczeciny[6][4][11].
- Stułka piaskowa (Coltricia perennis) – kapelusz bardzo cienki, wyraźnie strefowany koncentrycznie[4].
- Jahnoporus hirtus – jest owłosiony, ale ma białawy miąższ[6].

## Występowanie i siedlisko
Występuje na pniach drzew iglastych lub wokół nich, najczęściej związany jest ze świerkiem (Picea sp.). Gatunek rzadko notowany w Polsce. Podawane są stanowiska z Puszczy Knyszyńskiej i Puszczy Białowieskiej. Kategoria zagrożenia V (Narażone – zagrożone wyginięciem).

## Znaczenie
Saprotrof powodujący białą zgniliznę drewna. Wykazuje działanie przeciwdrobnoustrojowe przeciwko bakteriom i grzybom. Zawiera terpenoidy i polisacharydy. Składniki te działają przeciwbakteryjnie, ale terpenoidy są skuteczniejsze niż polisacharydy. Po dalszych badaniach ich aktywność może być wykorzystana w medycynie. Badania pokazały, że działanie terpenoidu uzyskanego z Onnia tomentosa na gronkowca złocistego (Staphylococcus aureus) Ralstonia solanacearum (bakteria powodująca śluzaka ziemniaka) było lepsze niż ampicyliny.